# جيمي بريان
جيمي بريان (بالإنجليزية: Jimmy Bryan) مواليد 28 يناير 1926 في فينيكس، كان سائق فورملا 1 أمريكي سابق بدأ مسيرته الاحترافية سنة 1951. كان أول سباق له هو إنديانابوليس 500 سنة 1951، حقق أول فوز له في إنديانابوليس 500 سنة 1958. خاض خلال مسيرته 10 سباقات فاز في 1 منها.

## بطولات حققها
- إنديانابوليس 500 سنة 1958

## روابط خارجية
- جيمي بريان على موقع Racing-Reference.info (الإنجليزية)
- جيمي بريان على موقع DriverDB.com (الإنجليزية)